# Horlick-Eisstrom
Der Horlick-Eisstrom ist ein großer Eisstrom im westantarktischen Marie-Byrd-Land. Im strukturlosen Norden des Hauptmassivs der Horlick Mountains fließt er parallel zu diesen in westsüdwestlicher Richtung zum unteren Abschnitt des Reedy-Gletschers. 
Das Gebiet wurde vom United States Geological Survey und mithilfe von Luftaufnahmen der United States Navy von 1960 bis 1964 kartografisch erfasst. Das Advisory Committee on Antarctic Names benannte ihn 1967 in Verbindung mit den Horlick Mountains nach dem Unternehmer William Horlick (1846–1936), einem Sponsoren der zweiten Antarktisexpedition (1933–1935) des US-amerikanischen Polarforschers Richard Evelyn Byrd.